# Drelów (gmina)
Pour les articles homonymes, voir Drelów.
Drelów est une gmina rurale (gmina wiejska) de la powiat de Biała Podlaska, dans la Voïvodie de Lublin, dans l'est de la Pologne.
Son siège administratif (chef-lieu) est le village de Drelów, qui se situe environ 21 kilomètres au sud-ouest de Biała Podlaska (siège du powiat) et 78 kilomètres au nord de la capitale régionale Lublin (capitale de la voïvodie).
La gmina couvre une superficie de 228,03 km2 pour une population de 5 535 habitants en 2006.

## Histoire
De 1975 à 1998, la gmina est attachée administrativement à la voïvodie de Biała Podlaska.

Depuis 1999, elle fait partie de la voïvodie de Lublin.

## Géographie
La gmina inclut les villages et localités de :

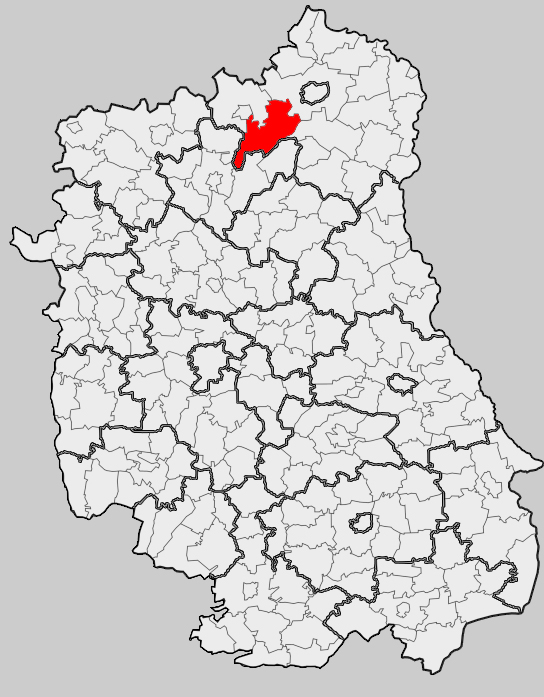
Plan de la gmina

- Aleksandrówka
- Danówka
- Dołha
- Drelów
- Kwasówka
- Leszczanka
- Łózki
- Pereszczówka
- Przechodzisko
- Sokule
- Strzyżówka
- Szachy
- Szóstka
- Witoroż
- Wólka Łózecka
- Worsy
- Zahajki
- Żerocin

### Gminy voisines
La gmina de Drelów est voisine de:

la ville de :
- Międzyrzec Podlaski

et des gminy suivantes :
- Biała Podlaska
- Kąkolewnica
- Komarówka Podlaska
- Łomazy
- Międzyrzec Podlaski
- Radzyń Podlaski
- Wohyń

## Structure du terrain
D'après les données de 2002, la superficie de la commune de Drelów est de 228,03 kilomètres carrés, répartis comme telle :
- terres agricoles : 57%
- forêts : 36%

La commune représente 8,28% de la superficie du powiat.

## Démographie
Données du 30 juin 2004:
| Description        | Total  | Total | Femmes | Femmes | Hommes | Hommes |
| ------------------ | ------ | ----- | ------ | ------ | ------ | ------ |
| Unité              | Nombre | %     | Nombre | %      | Nombre | %      |
| Population         | 5 577  | 100   | 2 818  | 50,5   | 2 759  | 49,5   |
| Densité (hab./km²) | 24,5   | 24,5  | 12,4   | 12,4   | 12,1   | 12,1   |